# Cholinesterasen
Cholinesterasen (ChE) sind Enzyme, die Cholin-Ester spalten. Sie sind im Stoffwechsel von vielzelligen Tieren unverzichtbar zum Abbau dieser Stoffe, insbesondere des Acetylcholins, eines Neurotransmitters. Außerdem kommen Cholinesterasen in Pflanzen, Pilzen und Bakterien vor.
Es gibt zwei unterschiedliche Cholinesterasen in Tieren. Evolutionsbiologisch hat sich in den ersten Vielzellern zunächst die Acetylcholinesterase gebildet. Wahrscheinlich durch Kopie ihres Gens (Genverdopplung) entstand dann mit den ersten Chordatieren die Pseudocholinesterase, die ein breiteres Substratspektrum hat. Beim Menschen werden die Enzyme in Leberzellen synthetisiert und ins Blutplasma abgegeben. Dort spalten sie Acetylcholin, Butyrylcholin sowie andere Acylcholine oder Thiocholine.

## Labordiagnostik
In der Labordiagnostik wird die Aktivität der Cholinesterasen aus Heparin-Plasma oder Serum gemessen, um den Verlauf von Lebererkrankungen zu überwachen.
Referenzbereich für Messungen bei 37 °C: 4,9 – 12,0 kU/l
Bei einem Patienten mit einer Lebererkrankung bedeutet ein Absinken der Cholinesterase, dass die Syntheseleistung der Leberzellen eingeschränkt ist, d. h., dass die Leber weniger Proteine produziert. Aufgrund der langen biologischen Halbwertszeit von 12–14 Tagen ist die Cholinesteraseaktivität bei akuten Lebererkrankungen oft im Referenzbereich. Die Bedeutung liegt vor allem beim Verlauf von chronischen Hepatitiden oder bei Leberzirrhose.
Da es verschiedene genetische Varianten dieses Enzyms gibt, die nicht alle gleich aktiv sind, findet man in selteneren Fällen auch bei gesunden Personen Cholinesterasemangelzustände. Medizinisch relevant ist dies bei Anästhesien (Vollnarkosen), bei denen Muskelrelaxantien mit dem Wirkstoff Suxamethonium eingesetzt werden. Diese werden von Personen mit Cholinesterasemangel (je nach Ausprägung) langsamer abgebaut, was zu länger anhaltender Apnoe und Bewegungsunfähigkeit führen kann. Mit Hilfe der Dibucain-Zahl (Cholinesterase-Aktivität nach Hemmung mit Dibucain) kann das abgeklärt werden.